# Rockmart
Rockmart es una ciudad ubicada en el condado de Polk en el estado estadounidense de Georgia. En el año 2000 tenía una población de 3.870 habitantes.

## Geografía
Rockmart se encuentra ubicada en las coordenadas 32°27′54″N 83°43′16″O / 32.46500, -83.72111 (34.003952, -85.049202).
Según la Oficina del Censo, la localidad tiene un área total de 11,3 km² (4,4 mi²), de la cual 11,2 km² (4,3 mi²) es tierra y 0,1 km² (0 mi²) (0.09%) es agua.

## Demografía
Según la Oficina del Censo en 2000 los ingresos medios por hogar en la localidad eran de $32,171, y los ingresos medios por familia eran $36,906. Los hombres tenían unos ingresos medios de $31,714 frente a los  $22,381 para las mujeres. La renta per cápita para la localidad era de $16,272. 